# ENCOD
ENCOD (ang. European NGO Council on Drugs) – europejska sieć organizacji pozarządowych i obywateli, której zdaniem bieżąca polityka międzynarodowa dotycząca narkotyków jest nieefektywna, gdyż zamiast skutków pozytywnych, a więc redukcji spożycia narkotyków twardych, przynosi wiele zła i powoduje jedynie wzrost kryminalizacji chorych, zmniejszając ich szansę na wyleczenie. Polskie organizacje należące do ENCOD to Ośrodek Terapii Uzależnień Monar Kraków oraz „Gazeta Konopna – Spliff”.

## Cele
- Włączenie społeczeństwa obywatelskiego w kształtowanie polityki narkotykowej UE oraz krajów członkowskich.
- Zakończenie wojny z narkotykami, która zdaniem ENCOD przynosi oczekiwania odwrotne do zamierzonych.
- Zmiana przepisów Organizacji Narodów Zjednoczonych tak, aby umożliwiły jej członkom eksperymenty z politykami narkotykowymi nie opartymi na prohibicji.
- Wolność uprawy na własny użytek roślin zawierających substancje psychoaktywne.
- Promowanie polityk opartych na redukcji szkód.

## Cannabis Social Club
Cannabis Social Club (w skrócie CSC) są inicjatywami ENCOD-u zmierzającymi do umożliwienia legalnego zdobycia oraz skonsumowania marihuany i haszyszu bez zmiany istniejącego prawa. Organizacja oraz forma jest różna dla poszczególnych krajów. W tej chwili CSC działają w Belgii oraz Hiszpanii. Prowadzone są jednak działania mające na celu utworzenie ich w innych krajach Unii Europejskiej. O utworzenie takiej organizacji w Polsce stara się Stowarzyszenie Kanaba. CSC miałoby znajdować się na terenie którejś z uczelni wyższych, ponieważ organy ścigania nie mają prawa operować tam bez zgody rektora. Jak na razie nie udało się jednak znaleźć uczelni wyrażającej chęć wzięcia udziału w tego typu przedsięwzięciu.